# Blasiistraße 10 (Quedlinburg)

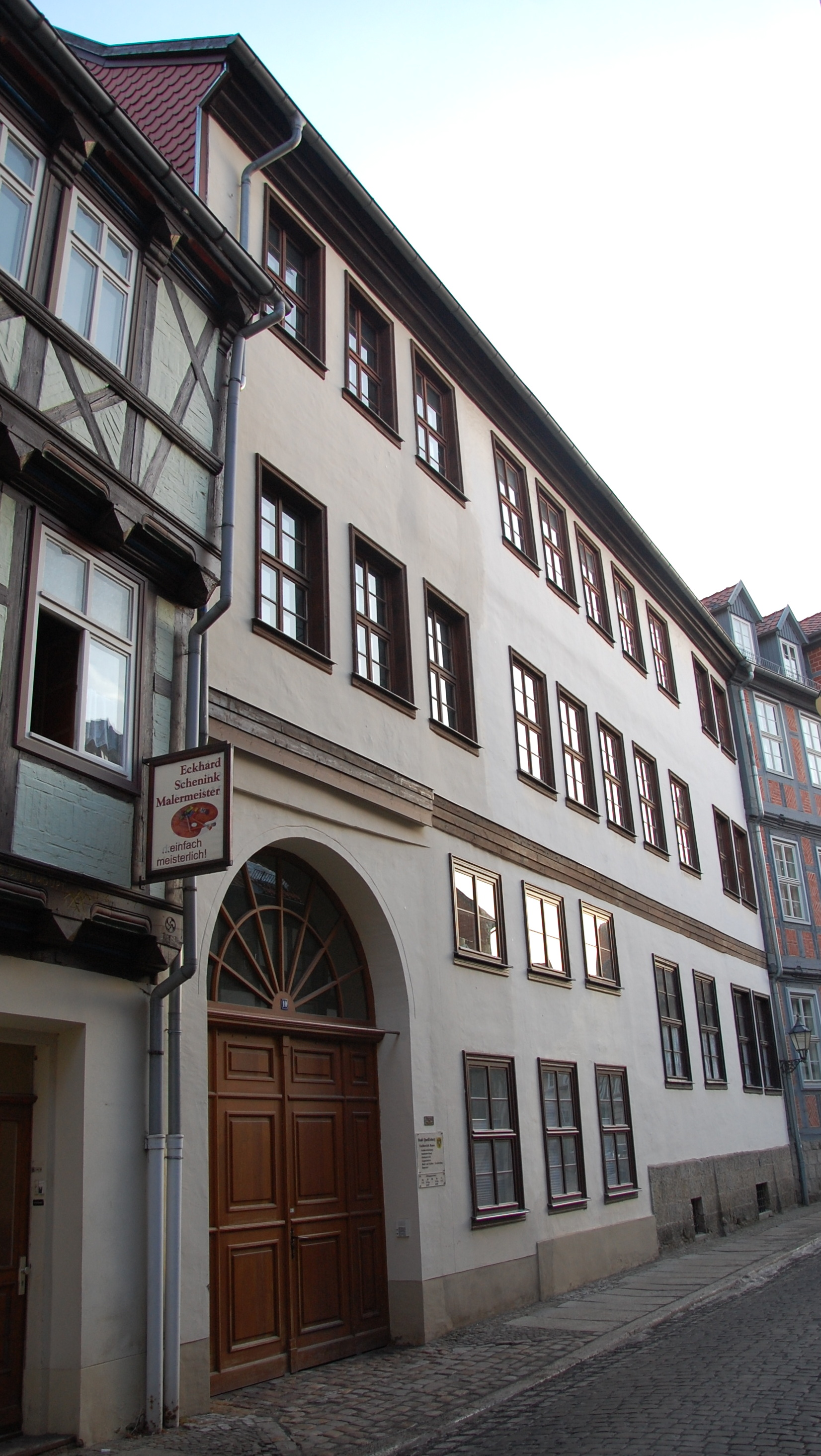
Haus Blasiistraße 10

Das Haus Blasiistraße 10 ist ein denkmalgeschütztes Gebäude in der Stadt Quedlinburg in Sachsen-Anhalt.

## Lage
Es befindet sich auf der Südseite der Blasiistraße, südwestlich des Quedlinburger Marktplatzes. Das Gebäude gehört zum UNESCO-Weltkulturerbe und ist im Quedlinburger Denkmalverzeichnis als Kaufmannshof eingetragen. Östlich schließt sich das gleichfalls denkmalgeschützte Haus Blasiistraße 9, westlich das Haus Blasiistraße 11 an.

## Architektur und Geschichte
Das dreigeschossige verputzte Fachwerkhaus entstand in der Zeit um 1730. Bemerkenswert ist eine aus der Zeit des Barock stammende Treppe, die von der Hofdurchfahrt aus in die oberen Stockwerke führt. Das Treppengeländer ist mit gedrehten Säulen und üppigen Schnitzereien in Form von Laubranken verziert. Die Gestaltung entspricht der Gestaltung der Emporenstützen der St. Benedikti und St. Nikolai. Die Treppe wurde in den Jahren 2002/2003 für 363.000 € aufwendig restauriert. In der Diele des Hauses findet sich eine freistehende Säule, die den mittleren Fachwerk-Unterzug trägt und so einen großen Raum ermöglicht. Im Dachwerk des Hauses ist ein Windenrad erhalten, mit dem Lasten herauf oder heruntergezogen werden konnten.
Auf der Westseite des Hofs befindet sich ein aus zwei Gebäuden bestehender Flügel. Das ältere der Häuser wurde nach einer Bauinschrift im Jahr 1695 durch den Zimmermeister Martin Lange errichtet. Auf ihn verweist die Inschrift M.LANGE.ZM. Im Erdgeschoss finden sich am Fachwerk Überblattungen. Das jüngere Haus stammt aus dem 19. Jahrhundert.
Der Südflügel des Anwesens wurde im Barock als Speichergebäude gebaut. In der Zeit um 1780 wurde der Speicher zum Wohnhaus umgebaut. Das Gebäude verfügt über eine prächtig gestaltete Barocktür aus dem Zeitraum um 1720.
Im Haus war bis 2013 das Baudezernat der Stadt Quedlinburg untergebracht. Eigentümer ist die Wohnungswirtschaftsgesellschaft mbH Quedlinburg, die seit dem Jahr 2013 einen Verkauf beabsichtigt. Insgesamt bestehen im Objekt 30 Büroräume. Die Nutzfläche beträgt insgesamt 934,95 m², davon 609,05 m² im Vorderhaus und 325,9 m² in den Seitengebäuden bei einer Grundstücksgröße von 878 m².